# Amphitrite birulai
Amphitrite birulai är en ringmaskart som beskrevs av Ssolowiew 1899. Amphitrite birulai ingår i släktet Amphitrite och familjen Terebellidae. Inga underarter finns listade i Catalogue of Life.